# Maser

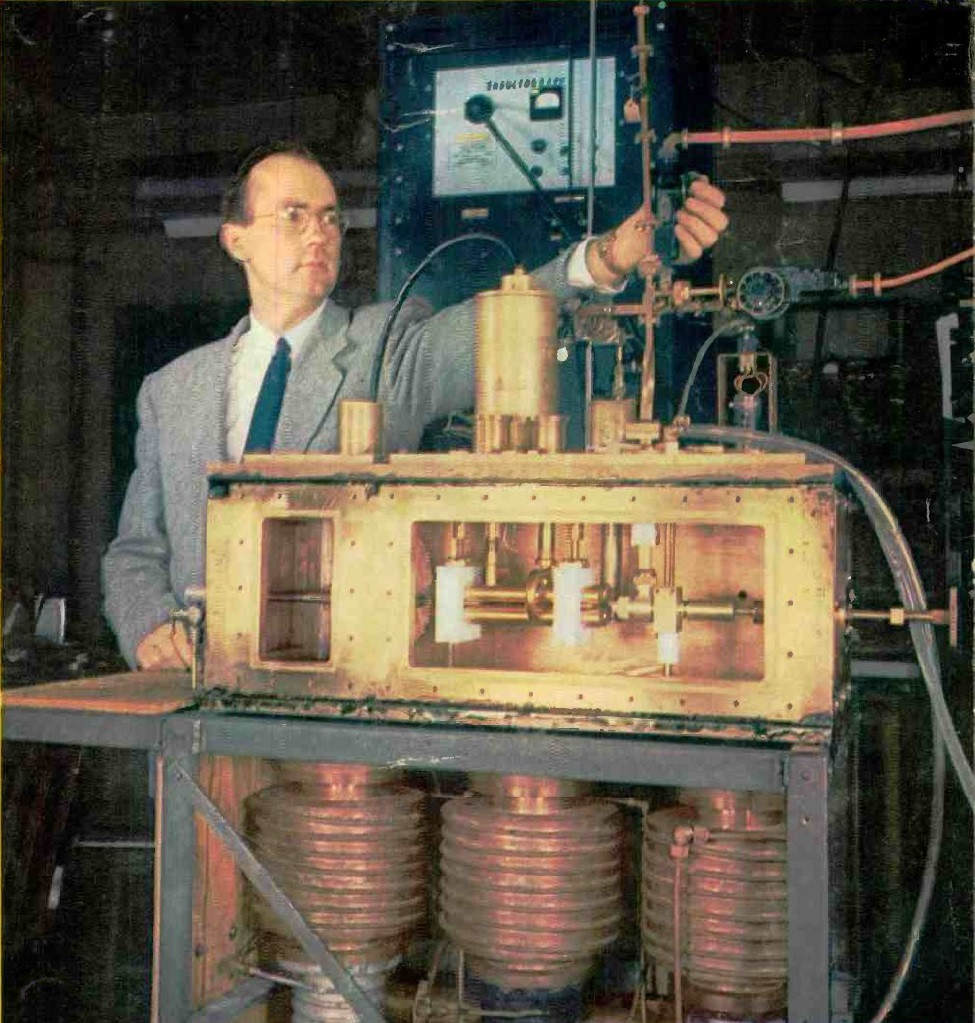
Charles Townes con il suo maser (1953)

Il maser (acronimo dell'inglese Microwave Amplification by Stimulated Emission of Radiation, lett. "amplificazione di microonde mediante emissione stimolata di radiazioni") è un dispositivo che produce onde elettromagnetiche coerenti tramite l'amplificazione per emissione stimolata. Il principio del maser è simile a quello del laser, con la differenza che il primo opera nella regione delle microonde, mentre il secondo nella luce visibile.

## Storia
Il primo maser fu costruito nel 1953 alla Columbia University da Charles Hard Townes, J. P. Gordon, e H. J. Zeiger. L'apparecchio utilizzava l'emissione stimolata in un flusso di molecole di ammoniaca energizzata, per l'amplificazione delle microonde alla frequenza di 24 gigahertz.
Townes in seguito lavorò con Arthur L. Schawlow per descrivere il principio del maser ottico, o laser, inventato nel 1960 da Theodore H. Maiman.
Nel 2012 Mark Oxborrow assieme a Jonathan Breeze e Neil Alford dell'Imperial College London usarono un laser e del p-terfenile per realizzare un maser che funziona a temperatura ambiente. 

## Usi
I maser vengono usati per produrre frequenze di riferimento ad alta precisione, come accade negli orologi atomici. Sono usati anche come amplificatori elettronici nei radiotelescopi.

## Principio di funzionamento
I maser telescopici usano schiere di atomi di cromo isolati in un cristallo di ossido di alluminio, come amplificatori, pompando l'energia a diverse frequenze radio. Oppure utilizzano strisce lucidate di rubino sintetico.
Quando il segnale di ingresso entra, un "pettine" d'oro (l'oro è usato perché non può essere corroso e cambiare forma) lo distribuisce lungo la striscia di rubino lucidato. Quando le onde radio si muovono attraverso il cristallo, spostano gli elettroni su orbite differenti. Quando gli elettroni si muovono nelle loro nuove, più basse orbite, vicine al nucleo atomico, si aggiungono all'onda che li ha spostati. Un'onda radio è prodotta dallo spostamento della carica elettrica o del campo magnetico.
I denti del pettine sono distanziati in modo che le onde radio desiderate si sommino mentre si spostano lungo il cristallo. Ciò significa che le onde radio indesiderate non si sommano, e sono quindi filtrate.
I maser sono raffreddati con elio liquido, a una temperatura di soli 4 K. Questo riduce il rumore proveniente da elettroni, nuclei, e altre particelle cariche che possono rimbalzare in giro a causa del movimento dovuto al riscaldamento molecolare.
Gli elettroni sono estratti dai loro nuclei da più lunghe, trascurabili onde radio poste sul rubino da un altro pettine.

## I maser spaziali
I maser si possono trovare anche in natura. Nel 1963 un gruppo di ricercatori del MIT percepì segnali radio provenienti dallo spazio interstellare innescati da nubi molecolari. Due anni dopo i loro colleghi californiani a Berkeley rilevarono una serie di microonde estremamente brillanti caratterizzata da una polarizzazione uniforme. Da allora gli studiosi hanno scoperto emissioni maser di varie sostanze molecolari, come ad esempio il metanolo e il vapore acqueo. Per consentire la manifestazione dei maser, occorre che nelle nubi stellari si verifichino condizioni particolari possibili solo nella prima fase di vita stellare e nell'ultima.
Innanzitutto, nello spazio interstellare, le molecole, come quelle d'acqua, nelle regioni di formazione delle stelle possono subire una inversione di popolazione ed emettere radiazioni a 22 GHz, creando la più brillante linea spettrale dell'universo radio. Alcuni maser ad acqua emettono radiazione da un modo vibrazionale a 96 GHz.
Perché questo fenomeno possa verificarsi, la zona planetaria di emissione dev'essere molto grande per garantire l'amplificazione, e quindi di solito si estende per almeno 150 milioni di chilometri.
Il maser è utile per rivelare molte informazioni sui venti spaziali e sulla distanza della stella.
La frequenza di risonanza di alcuni elementi è la seguente:
- per l'idrogeno (simbolo H) è di 1,420 405 751 GHz;
- per il deuterio (simbolo 2H o D) è di 0,327 384 352 GHz;[3][4]
- per il cesio (simbolo Cs) è di 9,192 631 770 GHz.